# Blauds piller
Blauds piller (Pilulæ ferratæ Blaudii) är ett läkemedel mot blodbrist som fått sin namn efter den franske läkaren P. Blaud (1774-1858).
Blauds piller bestod av ferrosulfat, kaliumkarbonat, glycerin, socker och lakritsrot samt som verksam beståndsdel ferrokarbonat. 